# Tjaša Tibaut
Tjaša Tibaut, slovenska nogometašica, *9. februar 1989, Murska Sobota.
Od leta 2004 igra za ŽNK Pomurje v Slovenski ženski nogometni ligi, s katerim je nastopila v Ligi prvakov. Je tudi članica Slovenske ženske nogometne reprezentance.